# Cornille, Dordogne
Cornille är en kommun i departementet Dordogne i regionen Nouvelle-Aquitaine i sydvästra Frankrike. Kommunen ligger i kantonen Savignac-les-Églises som tillhör arrondissementet Périgueux. År 2022 hade Cornille 688 invånare.

## Befolkningsutveckling
Antalet invånare i kommunen Cornille
Referens:INSEE